# 15-я группа армий
15-я группа армий — оперативно-стратегическое объединение союзников во Второй мировой войне. В её состав входили войска Британской империи, США, Бразилии, а также подразделения состоящие из французов, поляков, итальянцев и греков. Данное объединение действовало в Италии в период 1943—45 гг.

## История
15-я группа армий была сформирована в 1943 году в Алжире для вторжения на Сицилию под кодовым названием «Операция Хаски» (Operation Husky). Его основными силами для этой работы были 7-я полевая армия США под командованием генерал-лейтенанта Джорджа Паттона и 8-я британская полевая армия под командованием генерала Бернарда Монтгомери. После захвата Сицилии 15-я группа армий стала ответственной за вторжение в материковую Италию, для которой 7-я полевая армия США (переданная в состав 6-й группы армий) была заменена 5-й полевой армией США под командованием генерал-лейтенанта Марка Кларка. В январе 1944 года группа армий была переименована в Союзные силы в Италии (Allied forces in Italy), а затем в Союзные центрально-средиземноморские силы (Allied Central Mediterranean Force).
В 1944 году 15-я группа армий была переименована в Союзные армии в Италии (Allied Armies in Italy). На протяжении всего этого периода 15-я группа армий находилась под командованием британского генерала сэра Харольда Александера. К концу 1944 года 15-я группа армий продвинулась на север через Италию, захватив Рим и оттеснив силы Оси в Северную Италию. Несмотря на быстрое наступление союзных войск в Италии в июне — июле 1944 года, после освобождения Рима верховное командование союзников в Западной Европе решило отвести с итальянского фронта Французский экспедиционный армейский корпус и американский 7-й армейский корпус, перенаправив их для высадки на юге Франции в поддержку наступления на севере этой страны, а также для освобождения юга Франции, включая огромные порты Марселя и Тулона, и введения в бой семи дивизий 1-й французской армии (1-й и 5-й бронетанковой, 1-й, 2-й, 3-й, 4-й и 9-й пехотных), которые были сформированы во французской Северной Африке Соединёнными Штатами. Прорехи в рядах 5-й полевой армии США, вызванные выводом семи дивизий (три американских: 3-я, 36-я и 45-я пехотные дивизии; и четыре французских: 1-я, 2-я, 3-я и 4-я дивизии) были заполнены 1944—45 гг. пятью дивизиями США (10-я горнопехотная, 85-я, 88-я, 91-я и 92-я пехотные дивизии) и одной оснащённой США бразильской дивизией (1-я пехотная дивизия). Дополнительные замены и элементы обслуживания были обеспечены путём преобразования 2-й кавалерийской дивизии армии США, которая прибыла на театр военных действий в 1944 году.
В период с октября 1944 года по март 1945 года имеющиеся британские силы были также ослаблены из-за потерь 1-й бронетанковой дивизии, из-за отсутствия пополнения для британской 8-й полевой армии, а также вывода и развёртывания в Греции двух британских пехотных дивизий (4-я и 46-я), 4-я индийская пехотная дивизия, контролируемая британцами, 23-я британская бронетанковая бригада, 2-я британская парашютная бригада и греческая 3-я горнопехотная бригада. Кроме того, канадский 1-й армейский корпус и британская 5-я пехотная дивизия были выведены и переведены в северо-западную Европу в ходе операции «Золотая хлопья» (Operation Goldflake), чтобы компенсировать потери Великобритании и Канады во Франции и Бельгии в 1944 году. Британские и канадские дивизии, которые были переведены в 21-ю группу армий воспользовалась портами на юге Франции, освобождёнными 7-й полевой армией США и 1-й французской полевой армией в ходе Южно-французской операции. Новые пробелы на итальянском фронте были заполнены четырьмя итальянскими «боевыми группами», каждая из которых эквивалентна «лёгкой пехотной» (двухбригадной) дивизии британского типа организации и снаряжения, дополнительными войсками США (оторванными от войск во Франции или преобразованными от кавалерийских и зенитных подразделений армейского уровня) и ещё одна бригада, состоящая в основном из пехоты, набранной в британском мандате Палестины.
В декабре 1944 года американский генерал-лейтенант Марк Уэйн Кларк стал новым командующим, и группа армий была вновь переименована в 15-ю группу армий.
После окончательного разрыва Готской линии силы Оси в Италии были окончательно побеждены в весеннем наступлении 15-й группы армий, и их сдача состоялась 2 мая.
5 июля 15-я группа армий была реорганизована и переименована в Оккупационные силы США в Австрии (U.S. Occupational Forces Austria). Штабная рота 2-го армейского корпуса, 11-я бронетанковая дивизия, 42-я пехотная дивизия и 65-я пехотная дивизия, ранее переданные в состав 3-й полевой армии США и 12-й группы армий, были переданы 6 июля во вновь сформированные Оккупационные силы США в Австрии, командующим которыми стал генерал Марк Кларк.

## Состав
Боевой состав 15-й группы армий, август 1944 г. — апрель 1945 г.
- 15-я группа армий (генерал сэр Гарольд Александр)
  - 8-я британская полевая армия (генерал-лейтенант сэр Оливер Лиз)
    - 5-й британский армейский корпус (генерал-лейтенант Чарльз Кейтли)
      - 1-я британская бронетанковая дивизия (генерал-майор Ричард Халл)
      - 4-я британская пехотная дивизия (генерал-майор Альфред Дадли Уорд)
      - 4-я индийская пехотная дивизия (генерал-майор Артур Холворти)
      - 46-я британская пехотная дивизия (генерал-майор Джон Хоуксворт)
      - 56-я британская пехотная дивизия (генерал-майор Джон Йелдхэм Уитфилд)
      - 25-я британская бронетанковая бригада

    - 1-й канадский армейский корпус (генерал-лейтенант Бернс)
      - 1-я канадская пехотная дивизия (генерал-майор Кристофер Воукс)
      - 2-я новозеландская пехотная дивизия (генерал-лейтенант Бернард Фрейберг, 1-й барон Фрейберг)
      - 5-я канадская бронетанковая дивизия (генерал-майор Берт Хоффмайстер)
      - 3-я греческая горнопехотная бригада
      - 21-я британская бронетанковая бригада[4]

    - 2-й польский армейский корпус (генерал-лейтенант Владислав Андерс)
      - 3-я Карпатская пехотная дивизия (генерал-майор Бронислав Герцог)
      - 5-я Кресовская пехотная дивизия (генерал-майор Никодем Сулик)
      - 2-я бронетанковая бригада

    - 10-й британский армейский корпус (генерал-лейтенант сэр Ричард МакКрири)
      - 10-я индийская пехотная дивизия (генерал-майор Денис Рейд)
      - 9-я британская бронетанковая бригада

    - Итальянская союзная армия (Italian Co-belligerent Army) (Генерал-лейтенант Паоло Берарди)

  - 5-я американская полевая армия (генерал-лейтенант Марк В. Кларк)
    - 2-й американский армейский корпус (Генерал-майор Джеффри Киз)
      - 34-я пехотная дивизия (генерал-майор Чарльз Л. Болт)
      - 88-я пехотная дивизия (генерал-майор Джон Э. Слоан)
      - 91-я пехотная дивизия (генерал-майор Уильям Дж. Ливисей)

    - 4-й американский армейский корпус (Генерал-майор Уиллис Д. Криттенбергер)
      - 6-я южноафриканская бронетанковая дивизия (генерал-майор Эверед Пул)
      - 85-я пехотная дивизия (генерал-майор Джон Б. Коултер)
      - 92-я пехотная дивизия (генерал-майор Эдвард Алмонд)
        - 442-я полковая тактическая группа (полковник Вирджил Р. Миллер)

      - 1-я бразильская пехотная дивизия (генерал-майор Маскаренас де Мораис)
      - 10-я горнопехотная дивизия (генерал-майор Джордж Прайс Хейс)

    - 13-й британский армейский корпус (генерал-лейтенант Сидни Киркман)
      - 1-я британская пехотная дивизия (генерал-майор Чарльз Лоуэн)
      - 6-я британская бронетанковая дивизия (генерал-майор Гораций Мюррей)
      - 8-я индийская пехотная дивизия (генерал-майор Дадли Рассел)

    - Резерв группы армий
      - 1-я американская бронетанковая дивизия (генерал-майор Вернон Причард)

    - Итальянское движение сопротивления